# St Catherine's Point

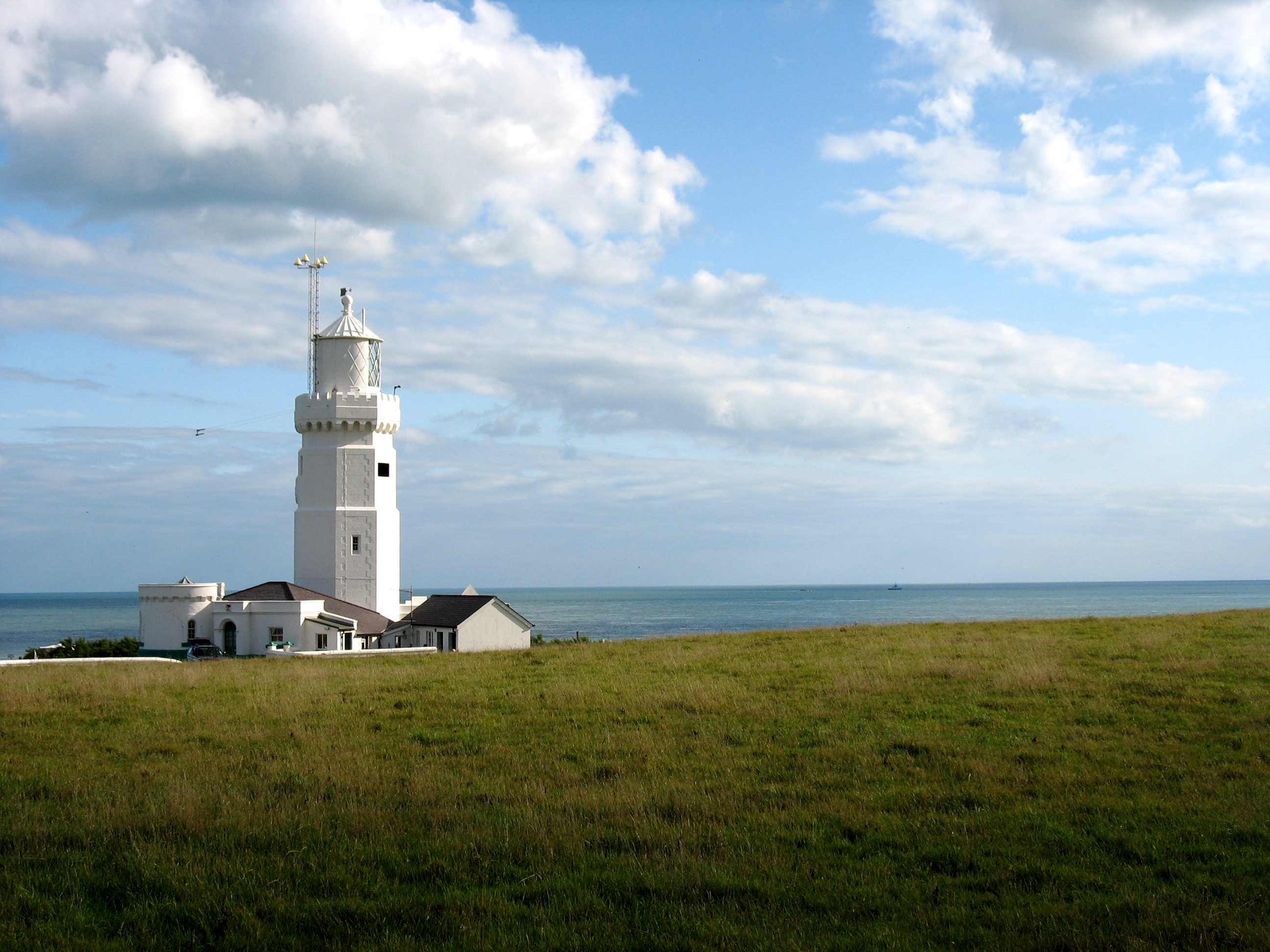
Le phare de Sainte-Catherine à St Catherine's Point.

St. Catherine's Point (Pointe de Sainte-Catherine) est un cap et le point le plus méridional de l'île de Wight.
Il est proche du village de Niton et un phare, le phare de Sainte-Catherine, s'y situe.